# Török Gyula (ökölvívó)
Török Gyula (Kispest, 1938. január 24. – Budapest, 2014. január 12.) olimpiai bajnok magyar ökölvívó, edző.

## Pályafutása
1948-tól a Kispesti AC, 1950-től a Kistext, 1954-től az MTK, 1963-tól a Tatabányai Bányász, majd 1965-től ismét az MTK versenyzője volt. 1958 és 1964 között hatvan alkalommal szerepelt a magyar válogatottban. Első jelentős nemzetközi sikere az 1959. évi luzerni Európa-bajnokságon nyert ezüstérem volt. Az 1960. évi római olimpián légsúlyban olimpiai bajnoki címet szerzett.  Az 1964. évi tokiói olimpián harmatsúlyban indult és első mérkőzésén sérülés miatt leléptették. Az aktív sportolástól 1966-ban vonult vissza.
1976-tól az Építők SC, 1978-tól 1981-ig a Csepel SC ökölvívó szakosztályának edzője volt. 1993-tól a magyar ökölvívó válogatott másodedzője, majd a Magyar Ökölvívó Szövetség elnökségének tanácsadója lett.

## Sporteredményei
- olimpiai bajnok (1960: légsúly)
- Európa-bajnoki 2. helyezett (légsúly: 1959)
- ötszörös magyar bajnok

## Díjai, elismerései
- Budapestért díj (1994)[4]
- Kispestért-díj (2004)
- A Magyar Köztársasági Érdemrend lovagkeresztje (2008)[5]
- Kispest díszpolgára (2010)

## Források

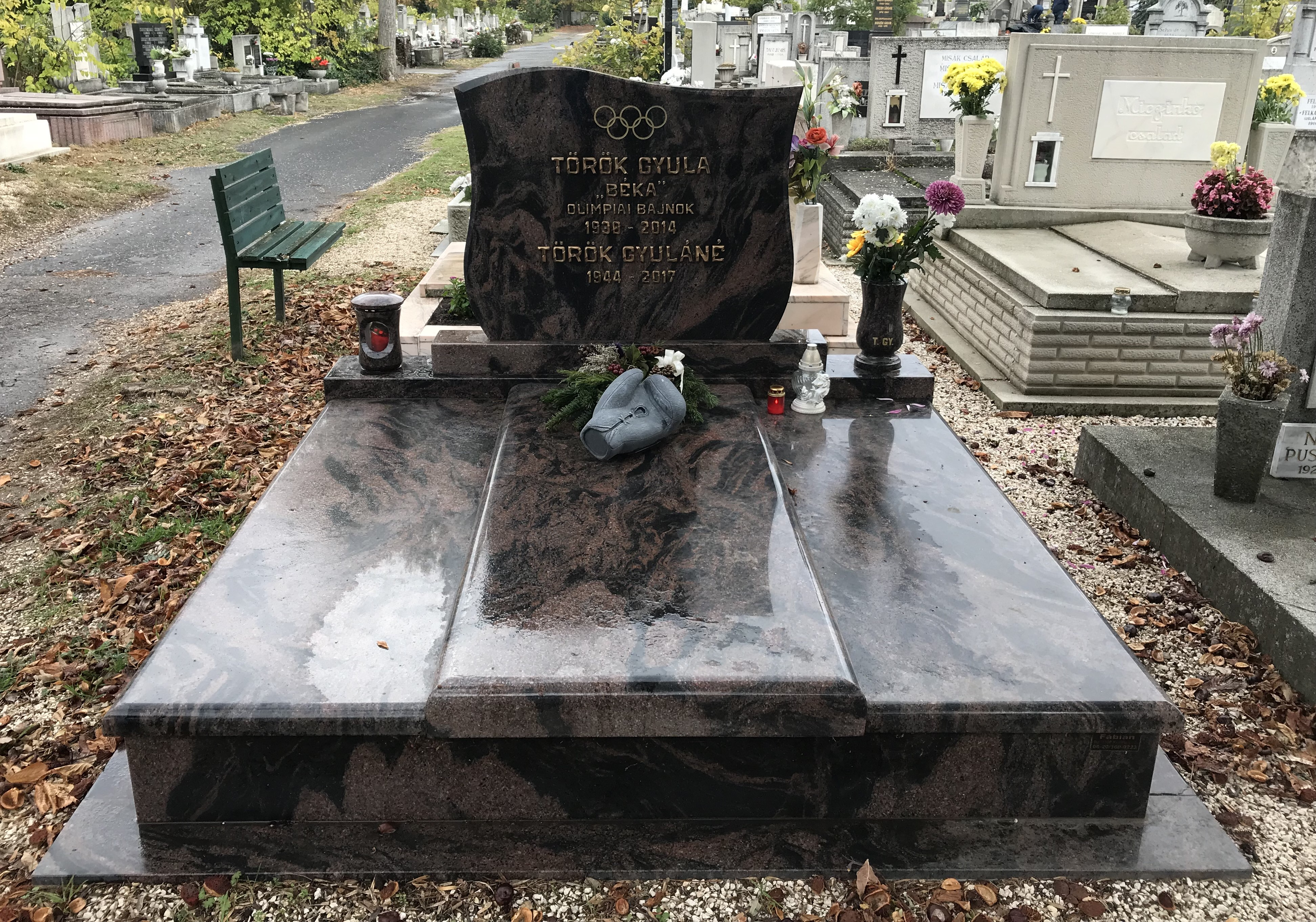
Török Gyula sírja Kispesten

## Emlékezete
- Török Gyula ökölvívóterem (2015)[6]